# Canton de Reignier-Ésery
Le canton de Reignier-Ésery, anciennement canton de Reignier, est un ancien canton français, situé dans le département de la Haute-Savoie. Le chef-lieu de canton se trouvait à Reignier-Ésery. Il disparait lors du redécoupage cantonal de 2014 et les communes rejoignent le canton de La Roche-sur-Foron (à l'exception de Fillinges qui se retrouve dans celui de Bonneville).

## Géographie
Le territoire cantonal, de 1793, puis de 1860, correspond dans le bas-Faucigny. Il s'agit en fait de la partie de la basse vallée de l'Arve jusqu'aux contreforts du massif des Bornes, du Salève et du massif des Voirons.

## Histoire
Lors de l'annexion du duché de Savoie à la France révolutionnaire en 1792, cette partie du duché, située au nord-ouest du Bas-Genevois, forme un nouveau canton avec pour chef-lieu la commune de Reignier, en 1793, au sein du département du Mont-Blanc, dans le district de Carouge,. Ce nouveau canton comptait huit communes : Arenthon ; Cornier ; Esery ; Jussy ; La Muraz ; Pers ; Reignier et Saint-Romain, avec 4 602 habitants. Avec la réforme de 1800, le canton est maintenu et passe à 15 communes, au sein du nouveau département du Léman, et placé dans l'arrondissement communal de Genève,.
En 1814, puis 1815, le duché de Savoie retourne dans le giron de la maison de Savoie. Le canton français de Reignier devient dans la nouvelle organisation de 1816 un mandement sarde comprenant dix communes : Arbusigny ; Esery ; Esserts ; Monnetier-Mornex ; La Muraz ; Pers et Jusy ; Reignier ; Saint-Romain ; Le Sappey et Scientrier, au sein de la nouvelle province de Carouge. Carouge et d'autres communes frontalières ont été données à la Suisse par le traité de Turin de 1816, mais la province continue d'exister avec Saint-Julien comme nouveau-chef-lieu. Le mandement de Reignier passe à onze communes (fusion de Les Esserts-Esery et ajout de Fillinges). La commune de Reignier absorbe en 1818 la commune de Saint-Romain. En 1837, une nouvelle réforme fait disparaître la province de Carrouge au profit de celle du Genevois, dans la nouvelle division administrative d'Annecy. Toutefois, le mandement de Reignier repasse à dix communes avec la fusion de Pers et Jussy, et est transféré dans la province de Faucigny.
Au lendemain de l'Annexion de 1860, le duché de Savoie est réunis à la France et retrouve une organisation cantonale, au sein du nouveau département de la Haute-Savoie (créé par décret impérial le 15 juin 1860). Le canton de Reignier est à nouveau créé par décret du 20 décembre 1860. Le 1er janvier 1974, Reignier absorbe la commune d'Ésery. Le nom de la commune devient le 1er janvier 2007 Reignier-Ésery, entraînant la modification du nom du canton.
Lors du redécoupage cantonal de 2014, le canton est supprimé et les communes rejoignent le canton de La Roche-sur-Foron (à l'exception de Fillinges qui se retrouve dans celui de Bonneville).

## Composition
| Nom                        | Code Insee | Intercommunalité       | Superficie (km2) | Population (dernière pop. légale) | Densité (hab./km2) |
| -------------------------- | ---------- | ---------------------- | ---------------- | --------------------------------- | ------------------ |
| Reignier-Ésery (chef-lieu) | 74220      | CC Arve et Salève      | 25,08            | 7 245 (2013)                      | 289                |
| Arbusigny                  | 74015      | CC Arve et Salève      | 12,25            | 1 065 (2014)                      | 87                 |
| Fillinges                  | 74128      | CC des Quatre Rivières | 11,67            | 3 311 (2014)                      | 284                |
| Monnetier-Mornex           | 74185      | CC Arve et Salève      | 11,40            | 2 321 (2014)                      | 204                |
| La Muraz                   | 74193      | CC Arve et Salève      | 14,38            | 1 059 (2014)                      | 74                 |
| Nangy                      | 74197      | CC Arve et Salève      | 4,35             | 1 685 (2014)                      | 387                |
| Pers-Jussy                 | 74211      | CC Arve et Salève      | 18,68            | 2 891 (2014)                      | 155                |
| Scientrier                 | 74262      | CC Arve et Salève      | 7,21             | 1 150 (2014)                      | 160                |

## Représentation

### Conseillers généraux de 1861 à 2015
| Période | Période       | Identité          | Étiquette    | Qualité |
| ------- | ------------- | ----------------- | ------------ | --- |
| 1861    | 1880          | Joseph Montgellaz | Bonapartiste | Docteur en médecine Maire de Reignier (1882-1888)                                                                          |
| 1880    | 1883 (décès). | Théobald Dupont   | RG           | Avocat à Saint-Julien-en-Genevois puis sous-préfet puis député (1877-1883)                                                 |
| 1883    | 1925 (décès)  | Émile Goy         | Rad.         | Docteur en médecine à Reignier Maire de Reignier (1892-1925) Sénateur (1910-1925) Président du Conseil général (1924-1925) |
| 1925    | 1940          | Édouard Lachat    | Rad.         | Notaire - Maire de Reignier                                                                                                |
|         |               |                   |              | |
| 1945    | 1949          | Pierre Dejean     | SFIO         | Maire de Monnetier-Mornex                                                                                                  |
| 1949    | 1959 (décès)  | Francis Maréchal  | MRP          | Géomètre-expert - Maire de Pers-Jussy                                                                                      |
| 1959    | 1961          | Ange Paolini      | MRP          | Directeur de maison de retraite Conseiller municipal de Reignier                                                           |
| 1961    | 1985          | Albert Stéphan    | UDR puis RPR | Pharmacien |
| 1985    | 2015          | Maurice Sonnerat  | DVG          | Architecte - Maire de Pers-Jussy (1977-2001)                                                                               |

### Conseillers d'arrondissement (de 1861 à 1940)
Le canton de Reignier avait deux conseillers d'arrondissement.
| Période                                  | Période | Identité                          | Étiquette | Qualité |
| ---------------------------------------- | ------- | --------------------------------- | --------- | --- |
|                                          | 1937    | Esther Joseph Trottet (1879-1954) | Radical   | Cultivateur propriétaire à Pers-Jussy                                                                       |
|                                          | 1937    | Xavier Deluermoz (1888-1963)      | Radical   | Cultivateur propriétaire, maire de Scientrier                                                               |
| 1937                                     | 1940    | M. Chardon                        | SFIO      | |
| 1937                                     | 1940    | M. Montessuit                     | SFIO      | |
| 1940                                     |         |                                   |           | Les conseils d'arrondissement ont été suspendus par la loi du 12 octobre 1940 et n'ont jamais été réactivés |
| Les données manquantes sont à compléter. |         |                                   |           | |